# Richard Pick (Politiker)
Richard Pick (* 6. Dezember 1857 in Lüttringhausen; † 19. April 1933 ebenda) war Beigeordneter der Stadt Lüttringhausen.
Pick war 35 Jahre Stadtverordneter und 20 Jahre Beigeordneter der seinerzeit selbstständigen Stadt Lüttringhausen. Er trat stets für die Bandwirkerei ein. Am 24. Juli 1929 wurde ihm in Lüttringhausen die Ehrenbürgerschaft verliehen.
Die Heilig-Kreuz-Kirche liegt an der nach Richard Pick benannten Straße in der Lüttringhauser Altstadt.